# Декстер: Првобитни грех
Декстер: Првобитни грех је америчка серија жанра крими драма коју је креирао Клајд Филипс. У питању је преднаставак популарне серије Декстер.  Серија је премијерно приказана 13. децембра 2024. на Парамоунт+ Шоутајму. 

## Постава

### Главна
- Патрик Гибсон као Декстер Морган
- Кристијан Слејтер као Хари Морган
- Моли Браун као Дебра Морган
- Кристина Милијан као Марија ЛаГуерта
- Џејмс Мартинез као Ејнџл Батиста
- Алекс Шимизу као Винс Масука
- Рено Вилсон као Боби Вот
- Патрик Демпси као Ејрон Спенсер
- Мајкл Ц. Хол као наратор/унутрашњи глас Декстера

## Продукција

### Развој
6. фебруара 2023, Шоутајм је поручио преднаставак серију о постанку Декстера. Предложени наслов био је Декстер: Постанак, а идејни творац је Клајд Филипс.  Касније током продукције, серија је преименована у Декстер: Првобитни грех и имаће 10 епизода. Очекује се да ће Филипс, поред улоге продуцента такође бити редитељ, заједно са Скотом Рејнолдсом, Мајклом Ц. Холом, Мери Ли Сатон, Тонијем Ернандесом и Лили Бернс, а Роберт Лојд Луис ће бити режисер. Продукцијске компаније укључене у серију су Шоутајм студиос и Каунтерпарт студиос. 

### Кастинг
23. маја 2024, Патрик Гибсон, Кристијан Слејтер и Моли Браун добили су главне улоге. У јуну 2024, Џејмс Мартинез, Кристина Милијан, Алекс Шимизу, Рено Вилсон и Патрик Демпси придружили су се глумачкој екипи као редовни чланови серије, док је Сара Мишел Гелар добила улогу гостујуће звезде.    11. јула 2024, Џо Пантолијано, Британи Ален, Ренди Гонзалес, Арон Џенингс, Ракел Џастис, Џаспер Луис, Карло Мендез, Исак Гонзалес Роси и Роберто Санчез добили су репризне улоге.  26. јула 2024. на Комикону у Сан Дијегу током панела Дектер: Првобитни грех, објављено је да ће Мајкл Ц. Хол бити унутрашњи глас младог Декстера Моргана. 14. августа 2024, Аманда Брукс придружила се глумачкој постави. 

### Снимање
Главно снимање серије почело је 5. јуна 2024. у Мајамију.  У августу 2024. објављено је да је снимање пребачено у Лос Анђелес. 

## Емитовање
Декстер: Првобитни грех премијерно је приказан 13. децембра 2024. на Парамоунт+ Шоутајму. 

## Утисци
На сајту агрегатора рецензија Ротен Томејтос 75% свих рецензија су позитивне са просечном оценом од 6,65/10, на основу првих 12 критика.  Према Метакритику, који је израчунао пондерисани просек, котира се на 50 од 100 на основу 6 критика, премијера серије добила је „мешовиту или просечну“ оцену. 